# 霍埃爾·羅夫萊斯
霍埃爾·羅夫萊斯·布拉斯克斯（西班牙語：Joel Robles Blázquez；1990年1月17日—）是一位西班牙足球運動員，在場上的位置是守門員。他現在效力於沙特甲組足球聯賽球隊艾卡迪斯亞。他也代表西班牙各個級別的國家隊參加國際比賽。